# デヴィッド・ランバート (俳優)
デヴィッド・ランバート（David Lambert, 1992年11月29日 - ）は、アメリカ合衆国出身の俳優である。

## 出演作品

### テレビ
- アーロン・ストーン（ジェイソン・ランダース）
- サイク/名探偵はサイキック?
- フォスター家の事情 （ブランドン）

### 映画
- お兄ちゃんはデンマザー（グース）